# Genoa 1893 1974-1975
Questa voce raccoglie le informazioni riguardanti il Genoa 1893 nelle competizioni ufficiali della stagione 1974-1975.

## Stagione
Nella stagione 1974-1975 il Genoa disputa il campionato cadetto, con 38 punti ottiene il settimo posto in graduatoria, il torneo ha promosso in Serie A il Perugia con 49 punti, il Como con 46 punti ed il Verona con 45 punti che ha battuto nello spareggio il Catanzaro, retrocedono in Serie C l'Alessandria con 34 punti che ha perso lo spareggio con la Reggiana, l'Arezzo con 33 punti ed il Parma con 30 punti.
Affidato all'allenatore Guido Vincenzi il grifone in questa stagione parte con il vento in poppa con quattro vittorie di fila, ma poi va incontro ad una lunga serie di delusioni, a inizio febbraio dopo la sconfitta (1-0) di Brescia viene esonerato Guido Vincenzi, sostituito da Luigi Simoni che porta il Genoa ad ottenere una tranquilla posizione di mezza classifica. Con 13 reti il miglior realizzatore rossoblù è stato Roberto Pruzzo, di cui 1 in Coppa Italia e 12 in campionato, la ventenne promessa genoana si mette così in mostra. Nella Coppa Italia il Genoa disputa il 5º gruppo di qualificazione che promuove la Roma al girone finale A della competizione.

## Divise
La maglia per le partite casalinghe presentava i colori rossoblù.
| Casa |

## Organigramma societario
Area direttiva
- Presidente: Renzo Fossati
- Direttore generale: Arturo Silvestri
- Segretario: Amedeo Garibotti

Area tecnica
- Allenatore: Guido Vincenzi, dal 3 febbraio Luigi Simoni

## Rosa
| N. |                   | Ruolo | Calciatore            |
| -- | ----------------- | ----- | --------------------- |
|    | Italia (bandiera) | P     | Sergio Girardi        |
|    | Italia (bandiera) | P     | Antonio Lonardi       |
|    | Italia (bandiera) | P     | Sergio Pezzoli        |
|    | Italia (bandiera) | D     | Franco Campidonico    |
|    | Italia (bandiera) | D     | Mauro Della Bianchina |
|    | Italia (bandiera) | D     | Antonio Maggioni      |
|    | Italia (bandiera) | D     | Pier Giuseppe Mosti   |
|    | Italia (bandiera) | D     | Tiziano Mutti         |
|    | Italia (bandiera) | D     | Roberto Rosato        |
|    | Italia (bandiera) | D     | Sergio Rossetti       |
|    | Italia (bandiera) | C     | Ignazio Arcoleo       |
|    | Italia (bandiera) | C     | Franco Bergamaschi    |
|    | Italia (bandiera) | C     | Giorgio Bittolo       |
|    | Italia (bandiera) | C     | Silvino Chiappara     |

| N. |                      | Ruolo | Calciatore           |
| -- | -------------------- | ----- | -------------------- |
|    | Italia (bandiera)    | C     | Danilo Chiarotto     |
|    | Italia (bandiera)    | C     | Sidio Corradi        |
|    | Italia (bandiera)    | C     | Mario Corso          |
|    | Italia (bandiera)    | C     | Vincenzo Di Giovanni |
|    | Italia (bandiera)    | C     | Giorgio Garbarini    |
|    | Italia (bandiera)    | C     | Ivan Gregori         |
|    | Italia (bandiera)    | C     | Paolo Mariani        |
|    | Venezuela (bandiera) | C     | Denis Mendoza        |
|    | Italia (bandiera)    | C     | Attilio Perotti      |
|    | Italia (bandiera)    | C     | Francesco Rizzo      |
|    | Italia (bandiera)    | A     | Antonio Bordon       |
|    | Italia (bandiera)    | A     | Alfredo Canzanese    |
|    | Italia (bandiera)    | A     | Fabio Marchini       |
|    | Italia (bandiera)    | A     | Roberto Pruzzo       |

## Calciomercato
| Arrivi | Arrivi             | Arrivi         | Arrivi       |
| R.     | Nome               | da             | Modalità     |
| ------ | ------------------ | -------------- | ------------ |
| D      | Tiziano Mutti      | Inter          | Comproprietà |
| C      | Ignazio Arcoleo    | Palermo        | prestito     |
| C      | Franco Bergamaschi | Milan          | prestito     |
| C      | Francesco Rizzo    | Catanzaro      | definitivo   |
| C      | Ivan Gregori       | Bologna        | definitivo   |
| C      | Silvino Chiappara  | Sestri Levante | definitivo   |

| Partenze | Partenze          | Partenze | Partenze   |
| R.       | Nome              | a        | Modalità   |
| -------- | ----------------- | -------- | ---------- |
| A        | Antonio Bordon    | Cesena   | definitivo |
| C        | Claudio Maselli   | Bologna  | definitivo |
| D        | Giorgio Garbarini | Como     | definitivo |
| D        | Antonio Maggioni  | Arezzo   | prestito   |
| C        | Ivan Gregori      | Cagliari | definitivo |
| D        | Franco Ferrari    | Parma    | prestito   |

## Risultati

### Serie B

#### Girone di andata
| Arbitro: | Reggiani (Bologna) |

|                    |           |  |
| Bittolo 31’ (rig.) | Marcatori |  |

| Arbitro: | Lenardon (Siena) |

|             |           |                     |
| Mongardi 7’ | Marcatori | 2’ Mosti 82’ Pruzzo |

| Arbitro: | Ciulli (Roma) |

|               |           |                        |
| Chiarenza 73’ | Marcatori | 71’ Corradi 80’ Pruzzo |

| Arbitro: | Ciacci (Firenze) |

|                     |           |  |
| Pruzzo 3’ Mosti 19’ | Marcatori |  |

| Arbitro: | Barboni (Firenze) |

|                                   |           |  |
| Aristei 3’ Tocci 73’ Listanti 86’ | Marcatori |  |

| Arbitro: | Menegali (Roma) |

|            |           |  |
| Nobili 35’ | Marcatori |  |

| Arbitro: | Panzino (Catanzaro) |

|           |           |             |
| Pruzzo 3’ | Marcatori | 26’ Busatta |

| Arbitro: | Moretto (San Donà di Piave) |

|             |           |  |
| Corradi 20’ | Marcatori |  |

| Arbitro: | Menicucci (Firenze) |

|                             |           |            |
| Turella 15’ Bachlechner 69’ | Marcatori | 55’ Pruzzo |

| Arbitro: | Gonella (Torino) |

|               |           |  |
| Bresciani 26’ | Marcatori |  |

| Arbitro: | Ciulli (Roma) |

|            |           |  |
| Pruzzo 45’ | Marcatori |  |

| Arbitro: | Vannucchi (Bologna) |

|           |           |            |
| Rizzo 71’ | Marcatori | 65’ Mazzia |

| Arbitro: | Mascali (Desenzano del Garda) |

|                              |           |                    |
| Bonci 2’ (rig.) Beccaria 14’ | Marcatori | 80’ (rig.) Bittolo |

| Arbitro: | Agnolin (Bassano del Grappa) |

|            |           |             |
| Pruzzo 61’ | Marcatori | 73’ Sollier |

| Arbitro: | Lazzaroni (Milano) |

|                         |           |                                            |
| Marchini 29’ Pruzzo 66’ | Marcatori | 9’ Simonato 14’ (aut.) Rosato 46’ Chimenti |

| Arbitro: | Barbaresco (Cormons) |

|  |           |             |
|  | Marcatori | 32’ Corradi |

| Arbitro: | Reggiani (Bologna) |

|  |           |              |
|  | Marcatori | 33’ Arbitrio |

| Arbitro: | Trono (Torino) |

|             |           |  |
| Michesi 19’ | Marcatori |  |

| Arbitro: | Prati (Parma) |

|            |           |              |
| Bittolo 5’ | Marcatori | 23’ Albanese |

#### Girone di ritorno
| Arbitro: | Vannucchi (Bologna) |

|          |           |  |
| Fara 65’ | Marcatori |  |

| Arbitro: | Schena (Foggia) |

|           |           |  |
| Mosti 42’ | Marcatori |  |

| Arbitro: | Celli (Trieste) |

|                        |           |  |
| Pruzzo 44’ (rig.), 47’ | Marcatori |  |

| Palermo 9 marzo 1975 23ª giornata | Palermo          | 0 – 0 | Genoa | Stadio La Favorita\| Arbitro: \| Lenardon (Siena) \| |
| Arbitro:                          | Lenardon (Siena) |       |       |                                                      |

| Genova 16 marzo 1975 24ª giornata | Genoa                       | 0 – 0 | Taranto | Stadio Luigi Ferraris\| Arbitro: \| Moretto (San Donà di Piave) \| |
| Arbitro:                          | Moretto (San Donà di Piave) |       |         |                                                                    |

| Arbitro: | Frasso (Capua) |

|                          |           |              |
| Di Giovanni 8’ Rizzo 79’ | Marcatori | 38’ Zucchini |

| Verona 30 marzo 1975 26ª giornata | Verona             | 0 – 0 | Genoa | Stadio Marcantonio Bentegodi\| Arbitro: \| V. Lattanzi (Roma) \| |
| Arbitro:                          | V. Lattanzi (Roma) |       |       |                                                                  |

| Arbitro: | Agnolin (Bassano del Grappa) |

|                               |           |  |
| N. Ulivieri 50’ Scanziani 61’ | Marcatori |  |

| Genova 13 aprile 1975 28ª giornata | Genoa           | 0 – 0 | Novara | Stadio Luigi Ferraris\| Arbitro: \| Mascia (Milano) \| |
| Arbitro:                           | Mascia (Milano) |       |        |                                                        |

| Genova 20 aprile 1975 29ª giornata | Genoa                 | 0 – 0 | Foggia | Stadio Luigi Ferraris\| Arbitro: \| Governa (Alessandria) \| |
| Arbitro:                           | Governa (Alessandria) |       |        |                                                              |

| Arbitro: | Turiano (Reggio Calabria) |

|  |           |           |
|  | Marcatori | 43’ Mosti |

| Arbitro: | Lenardon (Siena) |

|           |           |  |
| Baisi 25’ | Marcatori |  |

| Arbitro: | Chiapponi (Livorno) |

|                |           |  |
| Bergamaschi 1’ | Marcatori |  |

| Arbitro: | Trinchieri (Reggio Emilia) |

|             |           |                            |
| Vannini 51’ | Marcatori | 6’ (aut.) Amenta 56’ Rizzo |

| Arbitro: | Bergamo (Livorno) |

|                           |           |            |
| Basilico 12’ Chimenti 17’ | Marcatori | 34’ Pruzzo |

| Arbitro: | Ciulli (Roma) |

|                                     |           |                             |
| Arcoleo 54’ Marchini 57’ Pruzzo 84’ | Marcatori | 37’ Beccati 82’ Passalacqua |

| Arbitro: | Schena (Foggia) |

|                              |           |  |
| Silipo 23’ Spelta 80’ (rig.) | Marcatori |  |

| Genova 15 giugno 1975 37ª giornata | Genoa              | 0 – 0 | Brescia | Stadio Luigi Ferraris\| Arbitro: \| Selicorni (Novara) \| |
| Arbitro:                           | Selicorni (Novara) |       |         |                                                           |

| Arbitro: | R. Lattanzi (Roma) |

|             |           |  |
| Salpini 32’ | Marcatori |  |

### Coppa Italia

#### Girone 5
| 28 agosto 1974 1ª giornata |  | – Turno di riposo GENOA |  |  |

| Arbitro: | Lazzaroni (Milano) |

|                          |           |                      |
| D'Amico 13’ Petrelli 42’ | Marcatori | 27’ Mutti 37’ Pruzzo |

| Arbitro: | Michelotti (Parma) |

|  |           |                                               |
|  | Marcatori | 29’ (aut.) Mosti 49’ Prati 75’ (aut.) Gregori |

| Arbitro: | Agnolin (Bassano del Grappa) |

|  |           |           |
|  | Marcatori | 8’ Serato |

| Bergamo 22 settembre 1974 5ª giornata | Atalanta          | 0 – 0 | Genoa | Stadio Comunale\| Arbitro: \| Sancini (Bologna) \| |
| Arbitro:                              | Sancini (Bologna) |       |       |                                                    |

## Statistiche

### Statistiche di squadra
| Competizione | Punti | In casa | In casa | In casa | In casa | In casa | In casa | In trasferta | In trasferta | In trasferta | In trasferta | In trasferta | In trasferta | Totale | Totale | Totale | Totale | Totale | Totale | DR |
| Competizione | Punti | G       | V       | N       | P       | Gf      | Gs      | G            | V            | N            | P            | Gf           | Gs           | G      | V      | N      | P      | Gf     | Gs     | DR |
| ------------ | ----- | ------- | ------- | ------- | ------- | ------- | ------- | ------------ | ------------ | ------------ | ------------ | ------------ | ------------ | ------ | ------ | ------ | ------ | ------ | ------ | -- |
| Serie B      | 38    | 19      | 9       | 8       | 2       | 20      | 11      | 19           | 5            | 2            | 12           | 11           | 22           | 38     | 14     | 10     | 14     | 31     | 33     | -2 |
| Coppa Italia | 2     | 2       | 0       | 0       | 2       | 0       | 4       | 2            | 0            | 2            | 0            | 2            | 2            | 4      | 0      | 2      | 2      | 2      | 6      | -4 |
| Totale       |       | 21      | 9       | 8       | 4       | 20      | 15      | 21           | 5            | 4            | 12           | 13           | 24           | 42     | 14     | 12     | 16     | 33     | 39     | -6 |

### Statistiche dei giocatori
| Giocatore          | Serie B  | Serie B | Serie B     | Serie B    | Coppa Italia | Coppa Italia | Coppa Italia | Coppa Italia | Totale   | Totale | Totale      | Totale     |
| Giocatore          | Presenze | Reti    | Ammonizioni | Espulsioni | Presenze     | Reti         | Ammonizioni  | Espulsioni   | Presenze | Reti   | Ammonizioni | Espulsioni |
| ------------------ | -------- | ------- | ----------- | ---------- | ------------ | ------------ | ------------ | ------------ | -------- | ------ | ----------- | ---------- |
| I. Arcoleo         | 36       | 1       | ?           | ?          | ?            | ?            | ?            | ?            | 36+      | 1+     | ?           | ?          |
| F. Bergamaschi     | 29       | 1       | ?           | ?          | ?            | ?            | ?            | ?            | 29+      | 1+     | ?           | ?          |
| G. Bittolo         | 34       | 3       | ?           | ?          | ?            | ?            | ?            | ?            | 34+      | 3+     | ?           | ?          |
| F. Campidonico     | 5        | 0       | ?           | ?          | ?            | ?            | ?            | ?            | 5+       | 0+     | ?           | ?          |
| A. Canzanese       | 7        | 0       | ?           | ?          | ?            | ?            | ?            | ?            | 7+       | 0+     | ?           | ?          |
| S. Chiappara       | 18       | 0       | ?           | ?          | ?            | ?            | ?            | ?            | 18+      | 0+     | ?           | ?          |
| D. Chiarotto       | 2        | 0       | ?           | ?          | ?            | ?            | ?            | ?            | 2+       | 0+     | ?           | ?          |
| S. Corradi         | 21       | 3       | ?           | ?          | ?            | ?            | ?            | ?            | 21+      | 3+     | ?           | ?          |
| M. Corso           | 3        | 0       | ?           | ?          | ?            | ?            | ?            | ?            | 3+       | 0+     | ?           | ?          |
| M. Della Bianchina | 12       | 0       | ?           | ?          | ?            | ?            | ?            | ?            | 12+      | 0+     | ?           | ?          |
| V. Di Giovanni     | 7        | 1       | ?           | ?          | ?            | ?            | ?            | ?            | 7+       | 1+     | ?           | ?          |
| A. Favaro          | 1        | 0       | ?           | ?          | ?            | ?            | ?            | ?            | 1+       | 0+     | ?           | ?          |
| S. Girardi         | 33       | -30     | ?           | ?          | ?            | ?            | ?            | ?            | 33+      | -30+   | ?           | ?          |
| A. Lonardi         | 6        | -3      | ?           | ?          | ?            | ?            | ?            | ?            | 6+       | -3+    | ?           | ?          |
| F. Marchini        | 11       | 2       | ?           | ?          | ?            | ?            | ?            | ?            | 11+      | 2+     | ?           | ?          |
| D. Mendoza         | 26       | 0       | ?           | ?          | ?            | ?            | ?            | ?            | 26+      | 0+     | ?           | ?          |
| P. Mosti           | 34       | 4       | ?           | ?          | ?            | ?            | ?            | ?            | 34+      | 4+     | ?           | ?          |
| T. Mutti           | 21       | 0       | ?           | ?          | ?            | ?            | ?            | ?            | 21+      | 0+     | ?           | ?          |
| A. Perotti         | 19       | 0       | ?           | ?          | ?            | ?            | ?            | ?            | 19+      | 0+     | ?           | ?          |
| R. Pruzzo          | 33       | 12      | ?           | ?          | ?            | ?            | ?            | ?            | 33+      | 12+    | ?           | ?          |
| F. Rizzo           | 29       | 3       | ?           | ?          | ?            | ?            | ?            | ?            | 29+      | 3+     | ?           | ?          |
| R. Rosato          | 35       | 0       | ?           | ?          | ?            | ?            | ?            | ?            | 35+      | 0+     | ?           | ?          |
| S. Rossetti        | 30       | 0       | ?           | ?          | ?            | ?            | ?            | ?            | 30+      | 0+     | ?           | ?          |